# 1-й танковый батальон (КМП США)
1-й танковый батальон (англ. 1st Tank Battalion) — тактическое формирование Корпуса морской пехоты США.
До своего расформирования в 2021 году базировался в воздушно-наземном боевом центре КМП «29 Пальм», штат Калифорния.

## Состав
- 1-й танковый батальон
  - Штаб и рота обслуживания
    - Штаб роты обслуживания
    - Штаб батальона
    - S-1 персонал (S-1 personnel)
    - S-2 разведка (S-2 intelligence)
    - S-3 операции и обучение (S-3 operations and training)
    - S-4 логистика (S-4 logistics)
    - Взвод связи
    - Противотанковый взвод
      - 2 противотанковые секции
        - 4 противотанковых отделения

    - Разведывательный взвод
      - 2 разведывательные секции
        - 3 разведывательных отделения

  - 4 танковые роты
    - Штаб роты
    - Взвод технического обслуживания
    - Секция операций
    - 3 танковых взвода[1]

## История
1-й танковый батальон был сформирован 1 ноября 1941 г. на базе морской пехоты Кэмп-Лежен, штат Северная Каролина, и был придан 1-й дивизии морской пехоты. В это время были сформированы штабная рота и рота обслуживания, а также рота B. Рота А существовала и до этого. Первоначально это подразделение было сформировано 1 августа 1940 г. как 3-я танковая рота. 1 мая 1941 г. она была реорганизована и переименована в роту А 1-го танкового батальона. Позднее, в начале 1942 г., в состав батальона были включены другие роты.

### Вторая мировая война
После начала Второй мировой войны подразделение получило приказ о переброске в южную часть Тихого океана и весной 1942 года начало передислокацию в этот район. Роты батальона были переброшены на Самоа и в Новую Зеландию. Первой боевой операцией для подразделений батальона стала Гуадалканальская кампания, в которой они были оснащены предшественником знаменитого лёгкого танка M3 Stuart — лёгким танком M2A4. 7 августа 1942 г. роты A и B приняли участие в высадке 1-й дивизии морской пехоты на удерживаемый японцами остров. В следующем месяце лёгкие танки M2A4 из состава батальона поддерживали пехотные подразделения в битве за Кровавый хребет (Battle of Bloody Ridge). Обе роты продолжали вести боевые действия с противником до конца года, когда 1-я дивизия морской пехоты была переброшена на помощь армейским подразделениям. Кампания 1-го танкового батальона в этот период была уникальна тем, что единственные боевые действия лёгкого танка M2A4 во Второй мировой войне, проведенные американскими войсками, состоялись в составе 1-го танкового батальона морской пехоты США. В январе 1943 года дивизия была переброшена в Австралию, где подразделения 1-го танкового батальона вновь воссоединились.
В конце того же года батальон был переброшен в Новую Гвинею для начала подготовки к операции на мысе Глостер (Новая Британия). На следующий день после Рождества 1943 года подразделения 1-й дивизии морской пехоты, включая 1-й танковый батальон, предприняли десантную высадку на мыс Глостер. Танки батальона были немедленно направлены на расширение плацдарма, но продвижение вперед было затруднено не только сопротивлением японцев, но и проливными дождями и пересеченной местностью. В течение оставшейся части месяца и в начале января морская пехота вступала в плотный контакт с японскими войсками.
Рота B, находившаяся на Новой Гвинее, 12 января 1944 г. высадилась в районе Араве на Новой Британии, чтобы поддержать там армейские силы. Подразделения батальона продолжали участвовать в борьбе за Новую Британию до весны. Однако к началу мая все подразделения 1-го танкового батальона были выведены с территории Новой Британии и Новой Гвинеи и переброшены на остров Павуву в архипелаге Рассел.
Следующим боевым заданием батальона стал штурм и захват Пелелиу в группе Палау. 15 сентября 1944 г. он участвовал в первоначальной высадке десанта на остров. В ходе этой кампании 1-й танковый батальон оказал выдающиеся услуги по разгрому противника. Ожесточённые бои для батальона продолжались ещё две недели. 2 октября 1944 г. он был выведен и передислоцирован на острова Рассел.
Последней кампанией войны для 1-го танкового батальона стало наступление на Окинаву. Начиная с 1 апреля 1945 года батальон принимал активное участие в отвоевании у японцев острова-крепости. Об ожесточённости боёв в ходе сражения свидетельствуют следующие потери танков батальона: 28 уничтоженных и 163 повреждённых.
После прекращения боевых действий батальон в начале октября был переброшен в Северный Китай для выполнения оккупационных задач в Тяньцине. В январе 1947 г. батальон за вычетом роты «Б» был освобожден от обязанностей в Китае и переведен на Гуам. Ещё одна переброска произошла четыре месяца спустя. На этот раз батальон, за исключением роты А, был возвращён в США. 1 мая 1947 г. батальон прибыл на базу морской пехоты Кэмп-Пендлтон (штат Калифорния), где и находился в течение последующих трёх лет.

### Корейская война
Вскоре после вторжения коммунистов в Южную Корею в июне 1950 г. батальон получил приказ готовиться к переброске на Дальний Восток. Первое подразделение батальона прибыло в зону боевых действий 2 августа 1950 года. По прибытии батальон высадился в порту Пусан и сразу же приступил к боевым действиям против противника. Батальон с переподчинённой ротой А также участвовал в высадке десанта в Инчхоне 15 сентября. В течение трёх лет 1-й танковый батальон продолжал вести боевые действия против северокорейских и китайских коммунистических сил. Передислокация в США состоялась в 1955 году.
Во время Второй мировой войны 3-й танковый батальон получил 18 M4A3R8 Sherman с огнемётами, которые были поставлены на вооружение Службы химической войны: Flame Tank Group Seabees. После войны эти танки были рассредоточены между Гавайями и Калифорнией. Корпус собрал девять из них для формирования огнемётного взвода, который был отправлен в Корею в составе 1-го танкового батальона.

### Вьетнамская война
В марте 1966 г. большая часть танков M48A3 Patton 1-го танкового батальона была переброшена в Республику Вьетнам (Южный Вьетнам). В мае все части батальона были воссоединены во Вьетнаме. По прибытии на театр военных действий батальон получил приказ оказать поддержку частям 1-й дивизии морской пехоты, действующим в I военном районе (MR-I), более известном как I корпус, в тактических операциях против Вьетконга и Вьетнамской народной армии. 1-й танковый батальон оставался в активном составе до марта 1970 года. В это время батальон был возвращён в Кэмп-Пендлтон.

### Война в Персидском заливе
Когда в августе 1990 г. Ирак вторгся в Кувейт, 1-й танковый батальон был развёрнут в Саудовской Аравии в составе 1-го экспедиционного соединения морской пехоты. 7 сентября батальон был полностью укомплектован боевыми танками M60A1 из состава 3-й эскадрильи морской пехоты и переброшен из Аль-Джубайла (Al Jubail) (Саудовская Аравия) в качестве бронетанковой основы многонациональных сил, созданных в ходе операции «Щит пустыни» в 1990 году. 24 февраля 1991 г., менее чем через месяц после начала операции «Буря в пустыне», 1-й танковый батальон возглавил наступление оперативной группы «Папа-медведь» (TF Papa Bear) на Кувейт. Рота А поддерживала оперативную группу «Потрошитель» (TF Ripper). К 27 февраля 1-й танковый батальон достиг международного аэропорта Кувейта, и все иракские силы были уничтожены. 28 февраля было установлено перемирие, и к апрелю 1991 г. батальон вернулся домой в Лас-Флорес, Кэмп-Пендлтон. 2 июня 1992 г. знамена 1-го танкового батальона были перевезены в боевой центр морской пехоты Туэнтинайн-Палмс в штате Калифорния.

### Иракская война
В 2003 году 1-й танковый батальон принимал участие во вторжении в Ирак в 2003 году в ходе операции «Иракская свобода». Они присутствовали при том, как капрал Эдвард Чин из роты «Браво» (в составе 3-го батальона 4-го полка морской пехоты) водрузил американский флаг над статуей Саддама на площади Фирдос в Багдаде перед её разрушением. 
В 2004 году танкисты 1-го тб принимали участие в операции Vigilant Resolve в окрестностях города Фаллуджа. На протяжении всей операции «Иракская свобода» 1-й танковый батальон действовал в качестве бронетанковой поддержки морской пехоты. В связи с постоянным изменением задач военнослужащие батальона также выполняли функции временной пехоты и временных боевых инженеров. На тот момент на вооружении 1-го танкового батальона находилось 58 основных боевых танков M1A1 Abrams.

### Война в Афганистане
1 января 2011 года рота D 1-го танкового батальона была переброшена в лагерь Летернек (Leatherneck) (Афганистан) и стала первым американским механизированным подразделением, задействовавшим основной боевой танк M1A1 в провинции Гильменд. Эти танковые роты были развёрнуты для поддержки Международных сил содействия безопасности в Афганистане. Рота D была развёрнута с января по июль 2011 г., рота A — с января по июль 2012 г., а рота D — с января по июль 2013 г. За это время рота C была развёрнута в качестве роты разминирования (с октября 2011 г. по май 2012 г.), рота B с элементами роты H&S — в качестве консультативной группы (с января 2012 г. по июль 2012 г.).

### Расформирование
1-й танковый батальон был официально расформирован 21 мая 2021 г. на церемонии, состоявшейся в MCAGCC 29 Palms, Калифорния. Вывод из боевого состава стал частью более масштабной реструктуризации Корпуса морской пехоты в рамках инициативы командования Force Design 2030. Корпус морской пехоты избавился от бронетанковых частей с целью создания более экспедиционных формирований, способных действовать в Индо-Тихоокеанском регионе и обеспечивать дальний высокоточный огонь в поддержку манёвра флота.